# Torlonia

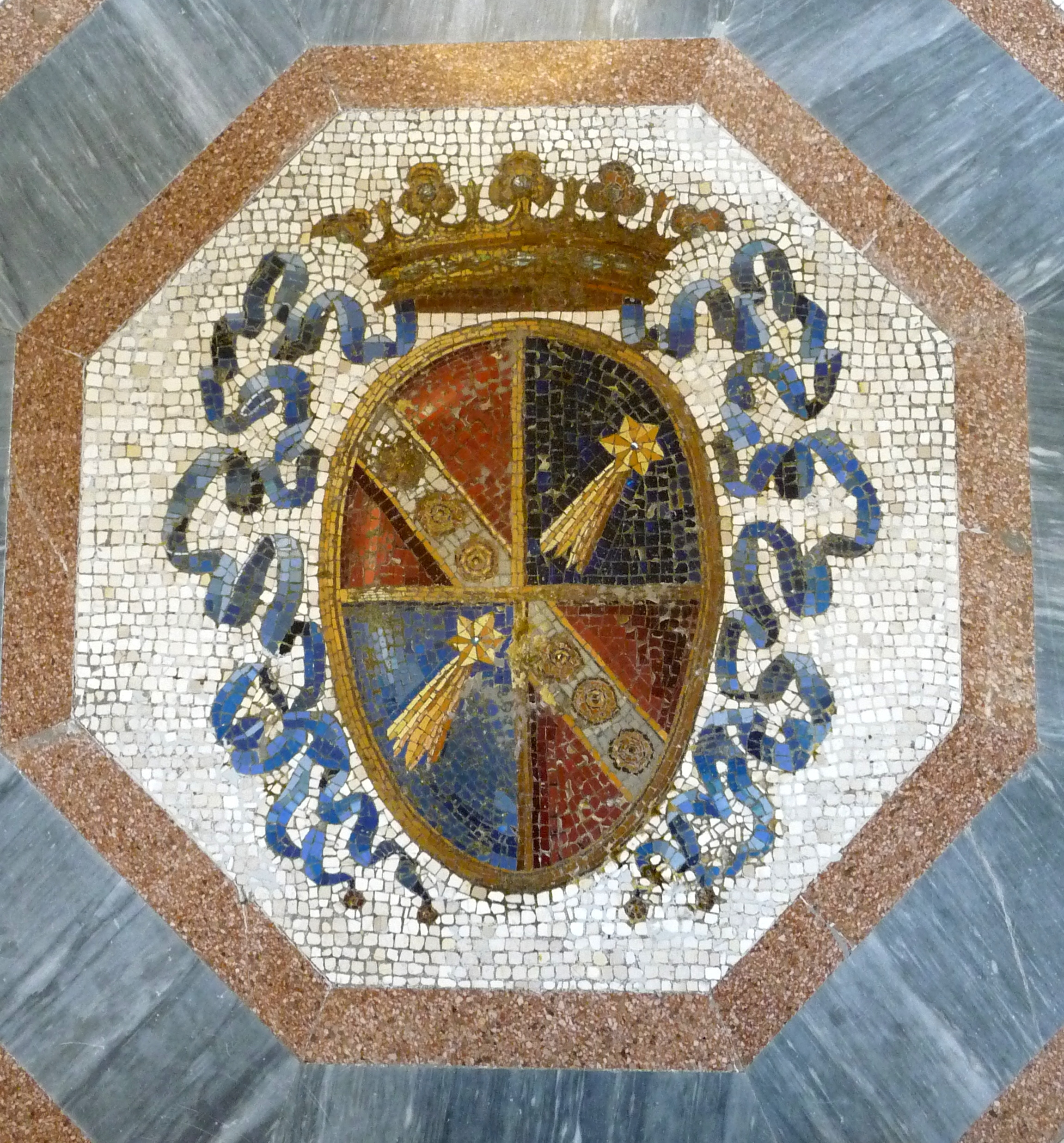
Il blasone familiare nel Casino dei Principi, Villa Torlonia (Roma)

La famiglia Torlonia è stata una casata romana di lontana origine francese. I Torlonia (inizialmente Tourlonias) erano stati mercanti di tessuti e sarti in piazza di Spagna a Roma; forti delle relazioni sociali create dall'attività commerciale, avevano fondato anche una piccola banca. Si tratta di una delle ultime famiglie romane insignite di un titolo ducale (creato ex novo) dai papi, grazie all'enorme ricchezza accumulata; titolo che successivamente divenne principesco come ricompensa per i ciclopici lavori del prosciugamento del lago del Fucino da parte di Alessandro Torlonia (1878), già tentato da Gaio Giulio Cesare e l'imperatore Claudio.
Fu così grande, visibile e anche ostentata, questa fortuna, che nel lessico popolare romano il nome Torlonia divenne sinonimo di ricchezza smisurata e "imbarazzante".

## Storia

### Origini

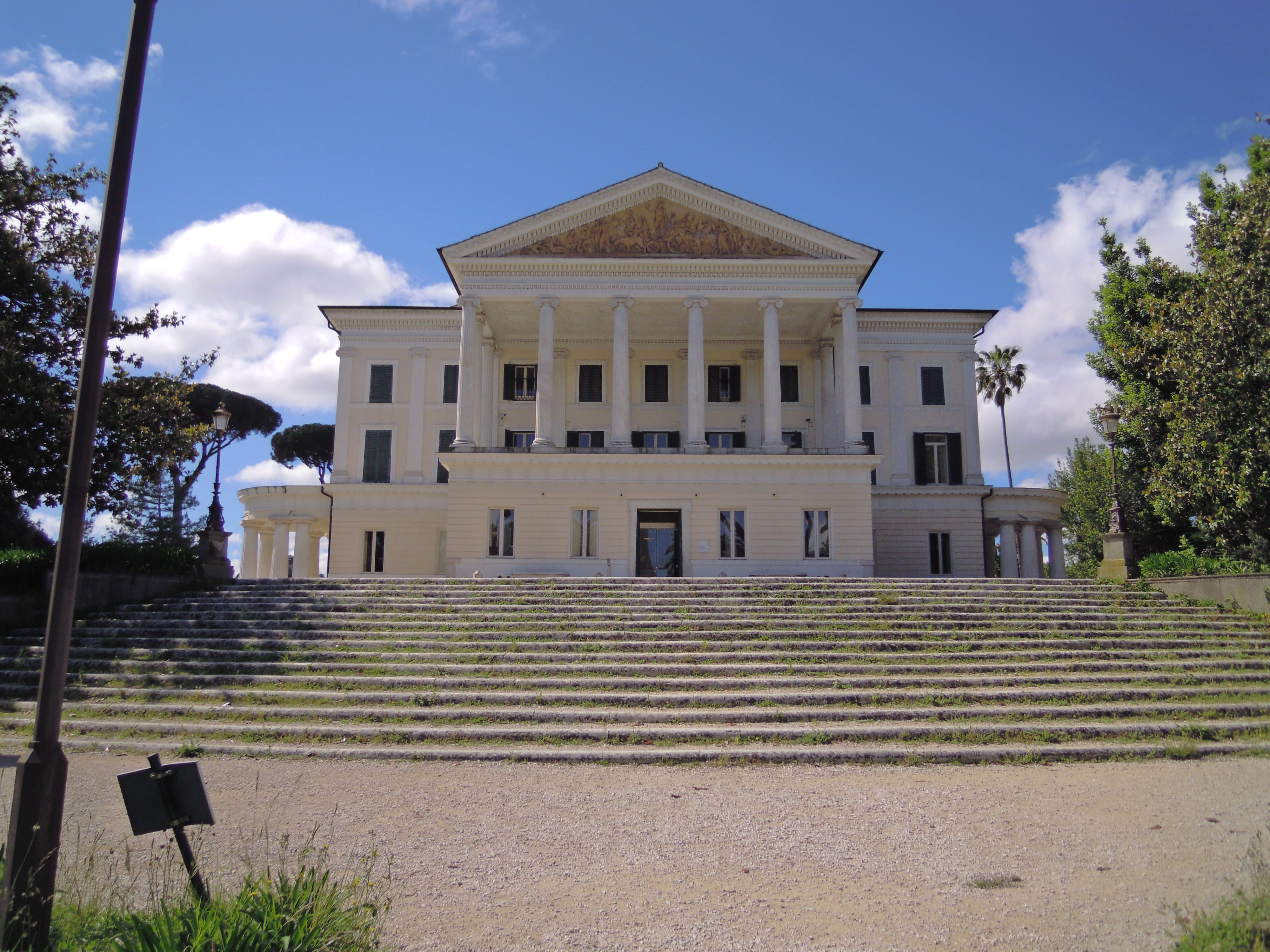
Prospetto principale del Casino Nobile, Villa Torlonia (Roma)

Il capostipite fu Marin Tourlonias (1725-1785), figlio di un agricoltore di Augerolles nell'Alvernia, dove i suoi ascendenti vivevano fin dal XVI secolo, a partire da Antoine Tourlonias (1542-1610). Giunto a Roma nel 1750, e assunto come cameriere particolare dal cardinale Troiano Acquaviva d'Aragona, ne ricevette in eredità una rendita con la quale costituì l'azienda di tessuti (e di prestiti) da cui ebbe origine la fortuna economica della famiglia. Nel 1753 Marin, che aveva italianizzato col suo nome in Marino Torlonia, sposò Mariangela Lanci.

### Ascesa
Il vero artefice delle fortune della famiglia nella Roma papalina fu però il figlio di Marino Giovanni Raimondo Torlonia (1754-1829), che incrementò notevolmente il patrimonio familiare attraverso fortunate speculazioni realizzate con i francesi nel periodo in cui Roma era stata occupata dalle truppe napoleoniche. Partiti i francesi, Giovanni ebbe buon gioco ad offrire ai nobili romani prestiti garantiti dalle loro proprietà fondiarie e immobiliari, attraverso il Banco Marino Torlonia.

### Principi di Civitella Cesi
Fu così che molte di quelle proprietà - e i relativi titoli nobiliari - passarono nelle mani dei Torlonia, e Giovanni Torlonia ottenne dal papa Pio VII, nel 1814, il rango di Principe di Civitella Cesi (titolo di Princeps Romanus appositamente creato). Il borgo di Civitella Cesi, ora in provincia di Viterbo, è ancora dominato dal castello Torlonia.
Attraverso un'accorta e fortunata politica di prestiti e acquisizioni, di attività caritative e anche di matrimoni, i Torlonia - imparentati dopo due generazioni con le più importanti dinastie romane - come i Colonna, gli Orsini e i Borghese - divennero nello spazio di un secolo una delle più ricche famiglie della città.
Accumularono nel tempo molte opere d'arte, creando così il Museo Torlonia di via della Lungara a Roma e arricchendo notevolmente il palazzo di piazza Venezia che, acquistato nel 1807 dai Bolognetti e ristrutturato lussuosissimamente, fu poi demolito nel 1903 per fare spazio al Vittoriano. Tra i membri più noti vi fu Leopoldo Torlonia che ricoprì la carica di sindaco di Roma, e suo fratello Marino, consuocero di Re Alfonso XIII di Spagna e bisnonno dell'attrice Brooke Shields. La cappella di famiglia dei Torlonia si trova presso il Cimitero monumentale del Verano a Roma.
Il principe Giovanni junior affittò per una cifra simbolica il Casino Nobile a Benito Mussolini che vi risiedette con la moglie e i figli dal 22 luglio 1925 al 25 luglio 1943: il nobile Torlonia si trasferì nella Casina delle Civette all'interno del parco.

## Membri celebri
- Antoine Tourlonias
- Marin Tourlonias (1725-1785)
- Giovanni Torlonia (1754-1829)
- Marino Torlonia (1796-1865)
- Carlo Torlonia (1798-1847)
- Alessandro Raffaele Torlonia (1800-1886)
- Giovanni Torlonia (1831-1858)
- Leopoldo Torlonia (1853-1918)
- Alessandro Torlonia (1925-2017)
- Brooke Shields (1965)

## I Torlonia-Borghese
La maggiore delle due uniche figlie di Alessandro Torlonia e di Teresa Colonna, Anna Maria, sposò nel 1872 Giulio Borghese, che in virtù di questo matrimonio assunse nel 1873 il cognome Torlonia divenendo poi per successione il secondo principe del Fucino.
Anna Maria e Giulio Borghese ebbero quattro figli: due maschi, Giovanni e Carlo (da non confondere con l'omonimo terzogenito di Giovanni Raimondo Torlonia), e due femmine, Teresa (sposatasi con il marchese fiorentino Gerino Gerini) e Maria (maritata con il duca Lorenzo Sforza Cesarini).
Di questa generazione della famiglia, il personaggio più rilevante e più simile al nonno Alessandro, per abilità finanziaria e spirito di iniziativa, fu indubbiamente Giovanni Torlonia (1873-1938) (da non confondere col nonno omonimo), terzo principe del Fucino.
La bonifica del Fucino aveva in effetti notevolmente incrementato il valore del patrimonio fondiario della famiglia (va ricordato che la zona di Avezzano rimase fino al secondo dopoguerra terra di latifondo, e assai ricca grazie alla bonifica effettuata). La modernizzazione della potenza economica dei Torlonia si radicò quindi in questo territorio.
Il principe fu deputato per il collegio di Avezzano per tre legislature consecutive, a partire dal 1904, e fu nominato senatore del Regno nel 1920.
A supporto delle attività economiche potenziate dalla bonifica, don Giovanni fondò nel 1923 la Banca del Fucino. Nell'Italia fascista, politicamente ben appoggiato, Giovanni Torlonia ricoprì importanti cariche finanziarie: presidente della Banca del Fucino, presidente dell'Istituto italiano di credito fondiario, presidente dei Consorzi riuniti per la bonifica dell'Agro romano, presidente del Consorzio per la bonifica della palude di Porto e dello stagno di Maccarese (presso Fiumicino), e ministro nel 1937.

## Albero genealogico

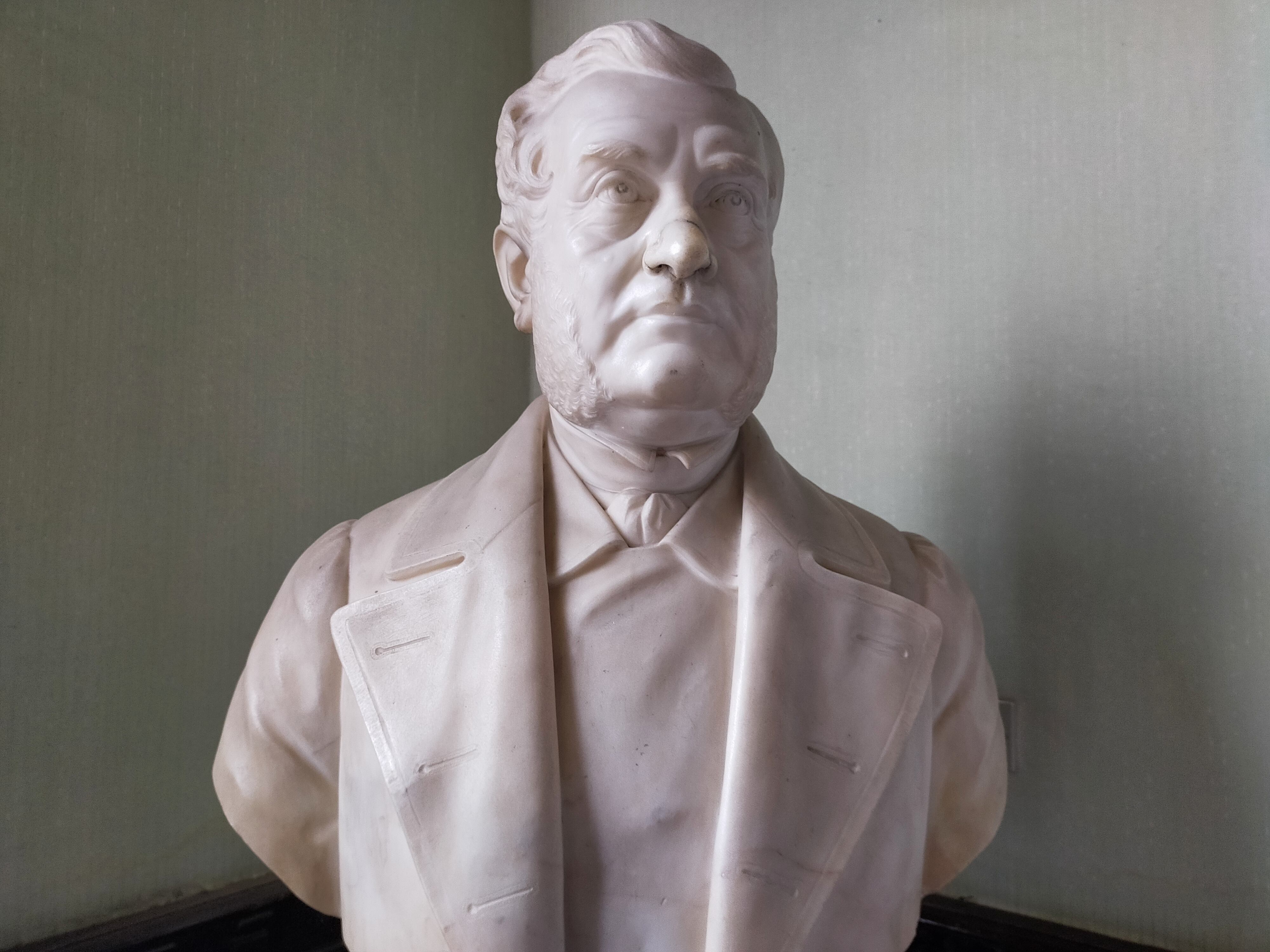
Busto del principe Alessandro Torlonia (Palazzo Torlonia, Avezzano)

|                                                                                   |                                                                                   | | |                                                                        |                                                  | | |              |              | | |                                                          |                                                          |                                                                                          | | |                                                                                              |                                                    |                                                 |                                       |
|                                                                                   |                                                                                   | | |                                                                        |                                                  | | |              |              | | Marin Tourlonais 1725-1785 it. Marino Torlonia |                                                          |                                                          |                                                                                          | | |                                                                                              |                                                    |                                                 |                                       |
|                                                                                   |                                                                                   | | |                                                                        |                                                  | | |              |              | | |                                                          |                                                          |                                                                                          | | |                                                                                              |                                                    |                                                 |                                       |
|                                                                                   |                                                                                   | | |                                                                        |                                                  | | |              |              | | |                                                          |                                                          |                                                                                          | | |                                                                                              |                                                    |                                                 |                                       |
|                                                                                   |                                                                                   | | |                                                                        |                                                  | | |              |              | | Giovanni Torlonia 1754-1829 I principe di Civitella Cesi ⚭ Anna Maria Schultheiss |                                                          |                                                          |                                                                                          | | |                                                                                              |                                                    |                                                 |                                       |
|                                                                                   |                                                                                   | | |                                                                        |                                                  | | |              |              | | |                                                          |                                                          |                                                                                          | | |                                                                                              |                                                    |                                                 |                                       |
|                                                                                   |                                                                                   | | |                                                                        |                                                  | | |              |              | | |                                                          |                                                          |                                                                                          | | |                                                                                              |                                                    |                                                 |                                       |
|                                                                                   |                                                                                   | | Marino 1796-1865 I duca di Poli e di Guadagnolo ⚭ Anna Sforza Cesarini                                              | Marino 1796-1865 I duca di Poli e di Guadagnolo ⚭ Anna Sforza Cesarini |                                                  | | |              |              | | |                                                          |                                                          |                                                                                          | Alessandro Raffaele 1800-1886 II principe di Civitella Cesi I principe del Fucino ⚭ Teresa Colonna | Alessandro Raffaele 1800-1886 II principe di Civitella Cesi I principe del Fucino ⚭ Teresa Colonna | Maria Luisa 1804-1883 ⚭ Domenico Orsini di Gravina                                           | Maria Luisa 1804-1883 ⚭ Domenico Orsini di Gravina | Carlo 1798-1848 terziario francescano           | Carlo 1798-1848 terziario francescano |
|                                                                                   |                                                                                   | | |                                                                        |                                                  | | |              |              | | |                                                          |                                                          |                                                                                          | | |                                                                                              |                                                    |                                                 |                                       |
|                                                                                   |                                                                                   | | |                                                                        |                                                  | | |              |              | | |                                                          |                                                          |                                                                                          | | |                                                                                              |                                                    |                                                 |                                       |
|                                                                                   |                                                                                   | Giulio 1824-1871 II duca di Poli e di Guadagnolo, III principe di Civitella Cesi ⚭ Teresa Chigi Albani della Rovere | Giulio 1824-1871 II duca di Poli e di Guadagnolo, III principe di Civitella Cesi ⚭ Teresa Chigi Albani della Rovere | Giovanni 1831-1858 ⚭ Francesca Ruspoli                                 | Giovanni 1831-1858 ⚭ Francesca Ruspoli           | | |              |              | | |                                                          |                                                          | Anna Maria 1855-1901 ⚭ Giulio Borghese, ex uxor II principe del Fucino Torlonia-Borghese | Anna Maria 1855-1901 ⚭ Giulio Borghese, ex uxor II principe del Fucino Torlonia-Borghese           | Giovanna Carolina 1856-1875 ⚭ (morta nel Conservatorio Torlonia) in circostanze non chiarite       | Giovanna Carolina 1856-1875 ⚭ (morta nel Conservatorio Torlonia) in circostanze non chiarite |                                                    |                                                 |                                       |
|                                                                                   |                                                                                   | | |                                                                        |                                                  | | |              |              | | |                                                          |                                                          |                                                                                          | | |                                                                                              |                                                    |                                                 |                                       |
|                                                                                   |                                                                                   | | |                                                                        |                                                  | | |              |              | | |                                                          |                                                          |                                                                                          | | |                                                                                              |                                                    |                                                 |                                       |
| Leopoldo 1853-1918 III duca di Poli e di Guadagnolo ⚭ Amalia Colonna di Stigliano | Leopoldo 1853-1918 III duca di Poli e di Guadagnolo ⚭ Amalia Colonna di Stigliano | Marino 1861-1933 IV principe di Civitella Cesi ⚭ Elsie Moore                                                        | Marino 1861-1933 IV principe di Civitella Cesi ⚭ Elsie Moore                                                        | Augusto 1855-1926 III principe di Civitella Cesi                       | Augusto 1855-1926 III principe di Civitella Cesi | | |              |              | Giovanni 1873-1938 III principe del Fucino | Giovanni 1873-1938 III principe del Fucino | Carlo 1874-1947 I principe di Canino ⚭ Paolina Pignoloni | Carlo 1874-1947 I principe di Canino ⚭ Paolina Pignoloni |                                                                                          | | Teresa 1876-1947 ⚭ Gerino Gerini                                                                   | Teresa 1876-1947 ⚭ Gerino Gerini                                                             | Maria 1878-1959 ⚭ Lorenzo Bosio Sforza Cesarini    | Maria 1878-1959 ⚭ Lorenzo Bosio Sforza Cesarini |                                       |
|                                                                                   |                                                                                   | | |                                                                        |                                                  | | |              |              | | |                                                          |                                                          |                                                                                          | | |                                                                                              |                                                    |                                                 |                                       |
|                                                                                   |                                                                                   | | |                                                                        |                                                  | | |              |              | | |                                                          |                                                          |                                                                                          | | |                                                                                              |                                                    |                                                 |                                       |
| Andrea 1889-1973 IV duca di Poli e di Guadagnolo ⚭ Emanuela Spinola               | Andrea 1889-1973 IV duca di Poli e di Guadagnolo ⚭ Emanuela Spinola               | Alessandro 1911-1986 V principe di Civitella Cesi ⚭ Beatrice di Borbone-Spagna                                      | Alessandro 1911-1986 V principe di Civitella Cesi ⚭ Beatrice di Borbone-Spagna                                      |                                                                        |                                                  | | |              |              | Alessandro 1925-2017 Principe Torlonia, Principe del Fucino, Principe di Canino e di Musignano, Duca di Ceri, Marchese di Romavecchia, Nob. Romano, Principe Assist. al Soglio Pont. ⚭ Anna Maria Del Drago | Alessandro 1925-2017 Principe Torlonia, Principe del Fucino, Principe di Canino e di Musignano, Duca di Ceri, Marchese di Romavecchia, Nob. Romano, Principe Assist. al Soglio Pont. ⚭ Anna Maria Del Drago | Giulia 1924-2016 ⚭ Virginio Borghese                     | Giulia 1924-2016 ⚭ Virginio Borghese                     | Anna Maria 1923-2000                                                                     | Anna Maria 1923-2000                                                                               | Alessandro Gerini 1897 - 1990                                                                      | Alessandro Gerini 1897 - 1990                                                                |                                                    |                                                 |                                       |
|                                                                                   |                                                                                   | | |                                                                        |                                                  | | |              |              | | |                                                          |                                                          |                                                                                          | | |                                                                                              |                                                    |                                                 |                                       |
|                                                                                   |                                                                                   | | |                                                                        |                                                  | | |              |              | | |                                                          |                                                          |                                                                                          | | |                                                                                              |                                                    |                                                 |                                       |
| Augusto 1924-1995 V duca di Poli e di Guadagnolo ⚭ Federica Schiaffino            | Augusto 1924-1995 V duca di Poli e di Guadagnolo ⚭ Federica Schiaffino            | Marco Alfonso 1937-2014 VI principe di Civitella Cesi ⚭ Orsetta Caracciolo                                          | Marco Alfonso 1937-2014 VI principe di Civitella Cesi ⚭ Orsetta Caracciolo                                          |                                                                        |                                                  | Carlo 1951 Principe Torlonia, Principe del Fucino, Principe di Canino e di Musignano, Duca di Ceri, Marchese di Romavecchia, Nob. Romano | Carlo 1951 Principe Torlonia, Principe del Fucino, Principe di Canino e di Musignano, Duca di Ceri, Marchese di Romavecchia, Nob. Romano |              |              | Paola 1953 ⚭ Poma Murialdo | Paola 1953 ⚭ Poma Murialdo |                                                          | Francesca 1958                                           | Francesca 1958                                                                           | Giulio 1963                                                                                        | Giulio 1963                                                                                        |                                                                                              |                                                    |                                                 |                                       |
|                                                                                   |                                                                                   | | |                                                                        |                                                  | | |              |              | | |                                                          |                                                          |                                                                                          | | |                                                                                              |                                                    |                                                 |                                       |
|                                                                                   |                                                                                   | | |                                                                        |                                                  | | |              |              | | |                                                          |                                                          |                                                                                          | | |                                                                                              |                                                    |                                                 |                                       |
| Giulio 1962 VI duca di Poli e di Guadagnolo                                       | Giulio 1962 VI duca di Poli e di Guadagnolo                                       | Giovanni 1962 VII principe di Civitella Cesi ⚭ Carla De Stefanis                                                    | Giovanni 1962 VII principe di Civitella Cesi ⚭ Carla De Stefanis                                                    | Alessandro 1985                                                        | Alessandro 1985                                  | Domitilla 1991 | Domitilla 1991 | Filippo 2001 | Filippo 2001 | Alessandro Poma Murialdo 1981 | Alessandro Poma Murialdo 1981 | Francesco Federici di Abriola 1991                       | Francesco Federici di Abriola 1991                       | Elena Federici di Abriola 1993                                                           | Elena Federici di Abriola 1993                                                                     | |                                                                                              |                                                    |                                                 |                                       |
|                                                                                   |                                                                                   | | |                                                                        |                                                  | | |              |              | | |                                                          |                                                          |                                                                                          | | |                                                                                              |                                                    |                                                 |                                       |
|                                                                                   |                                                                                   | | |                                                                        |                                                  | | |              |              | | |                                                          |                                                          |                                                                                          | | |                                                                                              |                                                    |                                                 |                                       |
| Leopoldo 1993                                                                     | Leopoldo 1993                                                                     | Stanislao 2005 | Stanislao 2005 |                                                                        |                                                  | | |              |              | | |                                                          |                                                          |                                                                                          | | |                                                                                              |                                                    |                                                 |                                       |

## Nella letteratura
Alexandre Dumas parla, ne Il Conte di Montecristo, delle feste al Palazzo del Duca di Bracciano (Torlonia). Ignazio Silone in Fontamara mette i Torlonia sotto Dio e infinitamente sopra i cafoni: